# Український кредитно-банківський союз
Асоціація Український кредитно-банківський союз (УКБС) — колегіальна громадська організація, яка вирішує актуальні та проблемні питання життєдіяльності банків, що стосуються законодавчої бази, регулювання банківської діяльності з боку державних інститутів.
Зараз УКБС об'єднує 92 фінансово-кредитних установ зі всіх регіонів України, а також представництва іноземних фінансових установ.

## Історія
Організація була створена на початку 1994 року під назвою Київський банківський союз двадцятьма банками міста Києва з метою консолідації, координації, співробітництва між банками Києва та Київської області, а також взаємодії з органами влади для вирішення спільних задач.
Згодом, в 2005 році, була перейменована на УКБС та розширила свою діяльність на всю країну.